# Maia Plisețkaia
Maia Mihailovna Plisețkaia (în rusă Ма́йя Миха́йловна Плисе́цкая; n. 20 noiembrie 1925, Moscova – d. 2 mai 2015, München) a fost o balerină, regizoare de balet, coreografă și actriță rusă, de origine evreiască, considerată cea mai bună balerină rusă și una din cele mai bune balerine ale secolului al XX-lea. Ea a dansat în aceeași perioadă cu renumita balerină rusă Galina Ulanova și în anul 1960 a preluat titlul de prima ballerina assoluta a Teatrulul Bolșoi în detrimentul Galinei Ulanova.

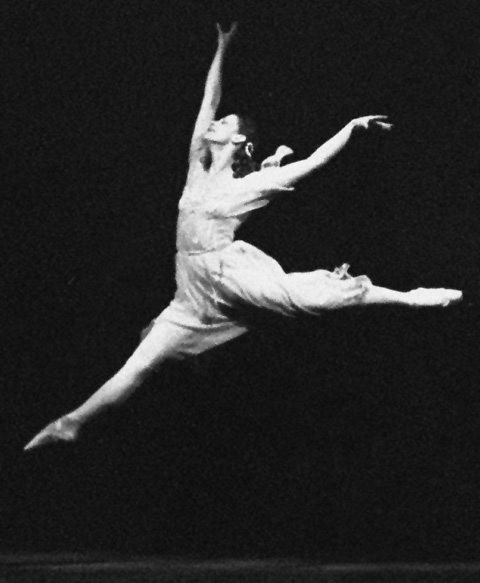
Maia Plisețkaia în Romeo și Julieta, 1961

Plisețkaia a fost Artistă a Poporului URSS (1959), laureată a Premiului Lenin (1964), Erou al Muncii Socialiste (1985), cavaler al ordinului «Pentru merite în fața Patriei»; doctor onorific al Universității Sorbona, profesor onorific al Universității de Stat din Moscova, cetățean de onoare al Spaniei și deținătoare a multe alte premii, ordine și medalii din diferite țări.
Maia Plisețkaia a provenit, pe linie maternă, dintr-o familie cu tradiție în domeniul baletului. Unchiul ei, Asaf Messerer, a fost un renumit balerin și profesor de balet, care, prin elevii săi, și-a pus amprenta asupra începuturilor baletului în Rusia sovietică. Matușa ei, Șulamit Messerer, a fost și ea prima balerină a baletului Teatrului Bolșoi și la vârsta de 81 ani încă s-a bucurat de un prestigiu internațional ca profesoară de balet. 
Mama Maiei Plisețkaia, Rahil Messerer (1902-1993), originară din Vilnius a fost actriță în filme mute și sonore. Tatăl, Mihail Emanuilovici Plisețki (1889-1938), originar din Gomel, a lucrat la Comisariatul pentru comerț exterior din cadrul Comitetului Executiv Central al Rusiei Sovietice, și în anul 1932 a fost trimis, însoțit de familie, ca director al Societății de mine de cărbuni „Arktikugol” la Barentsburg în insula Spitsbergen din arhipelagul Svalbard, unde a îndeplinit și funcția de consul general.În 1936 familia a revenit la Moscova, unde în anii 1937-1938 ai Marii Terori staliniste, a căzut victimă represiunilor. Mihail Plisețki a fost arestat la 30 aprilie 1937 și a fost executat la începutul anului 1938. Amănunte asupra soartei sale au ajuns în mâinile familiei abia în anul 1989. Și mama Maiei, Rahil, a fost arestată și deportată în lagărul de femei Alșir din regiunea Akmola, unde era deportate soțiile „dușmanilor poporului”. Până în 1940 Maia Plisețkaia a fost în grija mătușii ei, Șulamit.
Pe lângă cariera din balet, a jucat în filme și a scris memorii. A fost căsătorită cu compozitorul rus Rodion Șcedrin.
Maia Plisețkaia a murit la 2 mai 2015, la vârsta de 89 de ani, la München, Germania, în urma unui atac de cord. Conform testamentului, corpul neînsuflețit al Maiei Plisețkaia trebuie să fie incinerat, iar cenușa ei să fie împreunată cu cea a lui Rodion Șcedrin, după moartea lui, și să fie împrăștiată deasupra Rusiei.

## Filmografie
- 1957 Lacul lebedelor (Lebedinoe ozero), regia Zoe Tulubyeva
- 1967 Anna Karenina, regia Alexandr Zarhi
- 1974 Anna Karenina (Анна Каренина (фильм-балет, 1974)), regia Margarita Pilihina

## Memorii
- Я, Майя Плисецкая. Moscova: Новости. 1994. p. 496. ISBN 5-7020-0903-7. Parametru necunoscut |tiraj= ignorat (ajutor)
- Тринадцать лет спустя: Сердитые заметки в тринадцати главах. Moscova: АСТ, АСТ Москва, Новости. 2007. p. 250. ISBN 978-5-17-045344-3. Parametru necunoscut |tiraj= ignorat (ajutor)[11]
- Читая жизнь свою.. Moscova: АСТ, Астрель. 2010. p. 752. ISBN 978-5-17-068256-0. Parametru necunoscut |tiraj= ignorat (ajutor)